# Teufelsberg oder Rhinsberg bei Landin
Teufelsberg oder Rhinsberg bei Landin este o arie protejată (arie specială de conservare — SAC, sit de importanță comunitară — SCI) din Germania întinsă pe o suprafață de 5,04 ha, integral pe uscat.

## Localizare
Centrul sitului Teufelsberg oder Rhinsberg bei Landin este situat la coordonatele 52°40′04″N 12°31′08″E / 52.6678°N 12.5189°E.

## Înființare
Situl Teufelsberg oder Rhinsberg bei Landin a fost declarat sit de importanță comunitară în martie 2004 pentru a proteja un număr necunoscut de specii din flora spontană și fauna sălbatică aflate în arealul zonei. Situl a fost protejat și ca arie specială de conservare în februarie 2017.

## Biodiversitate
Situată în ecoregiunea continentală, aria protejată conține 2 habitate naturale: Pajiști calcaroase din nisipuri xerice, Păduri acidofile de stejar bătrân cu Quercus robur pe câmpii nisipoase.
La baza desemnării sitului se află un număr nedeclarat de specii protejate.
Pe lângă speciile protejate, pe teritoriul sitului au mai fost identificate 1 specie de plante.